# Niederhasli
Niederhasli – miejscowość i gmina (Politische Gemeinde) w północnej Szwajcarii, w kantonie Zurych, w okręgu (Bezirk) Dielsdorf.

## Historia
Gmina została utworzona w 931 roku jako Hasila.

## Demografia
W Niederhasli mieszka 9497 osób. W 2021 roku 27,3% populacji gminy stanowiły osoby urodzone poza Szwajcarią.

W 2000 roku 83,9% populacji mówiło w języku niemieckim, 4,7% w języku włoskim, a 2,4% w języku francuskim.

## Transport
Przez teren gminy przebiegają drogi główne nr 17 i nr 348.